# Henry L. Stimson
Henry Lewis Stimson (21. září 1867 – 20. říjen 1950) byl americký státník, právník a politik republikánské strany. Dvakrát vykonával funkci ministra války, a to v letech 1911–1913 za prezidenta Tafta a v letech 1940–1945 za prezidenta Roosevelta. Během druhé světové války vedl přípravu a výcvik 13 milionů vojáků a letců, dohlížel na výdaje na armádu a letectvo, podílel se na přípravě vojenské strategie a osobně řídil výrobu a použití atomové bomby. Mezi lety 1927 až 1929 byl generálním guvernérem Filipín. Jako ministr zahraničí (1929–1933) formuloval Stimsonovu doktrínu v opozici k japonské expanzi v Asii.